# Félicien Marceau
Félicien Marceau é o pseudónimo de Louis Carette (Kortenberg, 16 de setembro de 1913 - 7 de março de 2012), um escritor francês.
Foi membro da Academia Francesa desde 1976 e ganhou o Prémio Goncourt em 1969. Deixou mais de 40 romances, ensaios e peças de teatro.

## Obras

### Período belga
- 1942 - Cadavre exquis, romance (reedição em 2011).
- 1942 - Le Péché de Complication, romance.
- 1943 - Naissance de Minerve, ensaio.

### Período francês

#### Romances
- 1948 - Chasseneuil
- 1951 - Capri petite île
- 1951 - Chair et cuir
- 1952 - L'Homme du roi - Prémio da Fundação Del Duca
- 1953 - Bergère légère
- 1955 - Les Élans du cœur - Prémio Interallié 1955
- 1969 - Creezy - Prémio Goncourt 1969
- 1975 - Le Corps de mon ennemi
- 1984 - Appelez-moi mademoiselle
- 1987 - As Paixões partilhadas - no original Les Passions partagées
- 1989 - Un oiseau dans le ciel
- 1993 - La Terrasse de Lucrezia - Grand prémio Jean-Giono
- 1994 - Le Voyage de noce de Figaro
- 1997 - La Grande Fille
- 2000 - L'Affiche

#### Colectâneas de histórias
- 1953 - En de secrètes noces
- 1957 - Les Belles natures
- 1992 - Les Ingénus

#### Teatro
- 1951 - L'École des moroses
- 1954 - Caterina - prémio Pellman 1954.
- 1956 - L’Œuf
- 1958 - La Bonne Soupe
- 1960 - L'Étouffe-Chrétien
- 1962 - Les Cailloux
- 1964 - La Preuve par quatre
- 1965 - Madame Princesse
- 1966 - Un jour, j'ai rencontré la vérité
- 1969 - Le Babour
- 1972 - L'Homme en question

}}

#### Ensaios
- 1949 - Casanova ou l'anti-Don Juan, essai
- 1970 - Honoré de Balzac et son monde
- 1977 - Les Personnages de la Comédie humaine
- 1983 - Une insolente liberté - Les aventures de Casanova

}}

#### Memórias
- 1968 - Les Années courtes

#### Outras publicações
- 1998 - L'imagination est une science exacte, entretiens avec Charles Dantzig
- 1998 - La Fille du pharaon, fables
- 2011 - De Marceau à Déon, De Michel à Félicien, Lettres 1955-2005, correspondance avec Michel Déon

#### Traducções
- 1967 - Théâtre de Luigi Pirandello, com André Barsacq e Georges Piroué, Denoël
- 1978 - La Trilogie de la villégiature de Carlo Goldoni, encenação de Giorgio Strehler, Comédie-Française no Théâtre national de l'Odéon

#### Cenário
- 1968 : Provinces (episódio intitulado La Coupe), série televisiva